# توماس وولي
توماس وولي (بالإنجليزية: Thomas Woolley)‏ هو شخصية أعمال أسترالي، ولد في 1809، وتوفي في 18 فبراير 1858 في St Leonards-on-Sea ‏ في المملكة المتحدة.